# Adolphe Maréchal
Pour les articles homonymes, voir Maréchal.
Adolphe Maréchal, né à Liège (en Belgique) le 26 septembre 1867 et mort à Bruxelles le 1er février 1935 est un ténor belge dont la carrière dans le répertoire français et italien l'ont emmené en France et en Angleterre.

## Hommage
La rue Adolphe Maréchal située en Outremeuse à Liège lui rend hommage depuis 1949.